# Do You Believe in Love
«Do You Believe in Love» es una canción interpretada por la banda de rock estadounidense Huey Lewis and the News de su segundo álbum de estudio Picture This. Fue escrito por Robert John "Mutt" Lange.
En Estados Unidos se convirtió en el primer éxito de la banda, alcanzando el número siete de la lista Billboard Hot 100 en abril de 1982 y el número doce en la Album Rock Tracks.
Cuando Lange escribió la canción y la presentó a la banda, se tituló "We Both Believe In Love", pero fue retitulada después de que Lewis hiciera algunas revisiones de la letra. La versión no revisada fue grabada originalmente por la banda británica Supercharge en el álbum de 1979 Body Rhythm, en la que Lange interpretó la voz principal.

## Vídeo musical
Un video musical de la canción fue filmado en febrero de 1982 en Los Ángeles. Presenta una escena con la banda cantando en el oído de una mujer dormida, seguida de la mañana siguiente, cantando en la cocina. Este video recibió una gran difusión de MTV, lo que contribuyó a la gran popularidad tanto de la canción como de la banda. 

## Posicionamiento en listas
| Lista (1982)                                 | Máxima posición |
| -------------------------------------------- | --------------- |
| Australia(Kent Music Report)                 | 18              |
| Canadá (RPM Top Singles)                     | 14              |
| Estados Unidos (Billboard Hot 100)           | 7               |
| Estados Unidos (Billboard Album Rock Tracks) | 12              |
| Islandia (Singles Chart)                     | 2               |
| Nueva Zelanda (Recorded Music NZ)            | 36              |